# Sepp Forcher

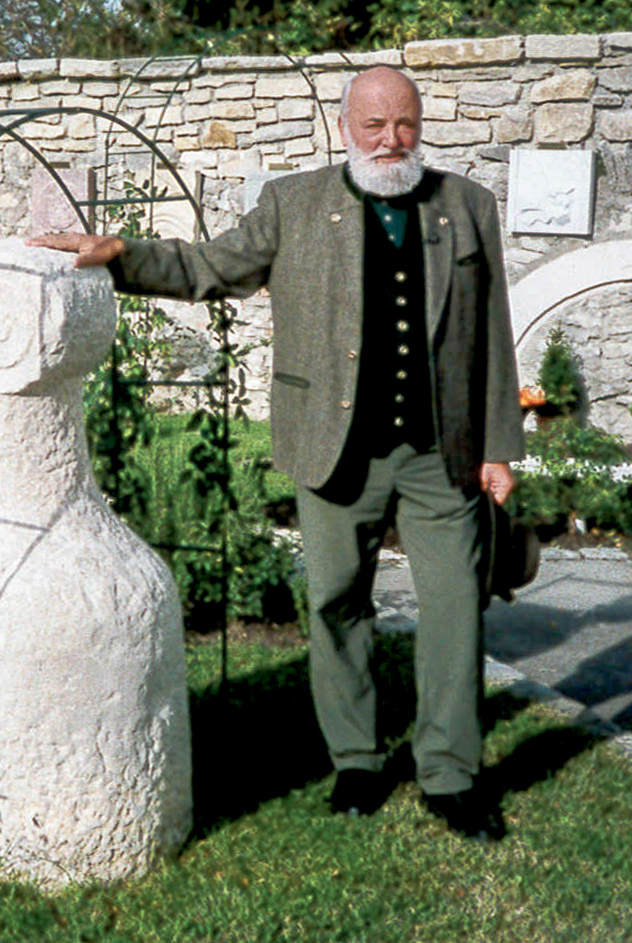
Sepp Forcher bei Dreharbeiten für Klingendes Österreich in Kaisersteinbruch (2001)

Josef „Sepp“ Forcher (* 17. Dezember 1930 in Rom als Giuseppe Forcher; † 19. Dezember 2021 in Salzburg) war ein österreichischer Radio- und Fernsehmoderator, Philosoph und Autor. Bekanntheit erlangte Forcher durch die Volksmusik- und Brauchtumssendung Klingendes Österreich, die er von 1986 bis 2020 200-mal moderierte.

## Leben
Sepp Forcher kam am 17. Dezember 1930 als Sohn von Südtiroler Eltern in Rom als Giuseppe Forcher zur Welt. Er wuchs in Sexten in bescheidenen Verhältnissen auf. Der Vater war Hüttenwirt. Seine Eltern entschieden sich nach dem Südtirol-Abkommen zwischen Hitler und Mussolini für die Option, das heißt, Italien den Rücken zu kehren und ihren ursprünglichen Heimatort Sexten zu verlassen. Seine spätere Kindheit und Jugend verbrachte Forcher ab 1940 in Werfenweng im Pongau (Salzburg), wo die Eltern wieder eine Berghütte bewirtschafteten. Er selbst besuchte die Schule in der Stadt Salzburg. Bis 1955 arbeitete er als Baraber beim Kraftwerksbau in Kaprun, als Lastenträger am Heinrich-Schwaiger-Haus in Kaprun und an der Oberwalderhütte am Großglockner. Während dieser Zeit bestieg er zahlreiche Berge: das Matterhorn, den Mont Blanc und Gipfel in den Pyrenäen.
Ab 1955 war Forcher Hüttenwirt mit seiner Ehefrau Helene (geb. 19. Mai 1930 in Wien), genannt „Helli“, (die er am 9. Juni 1956 heiratete) am Berglandhaus in Großarl und ab 1959 Hüttenwirt am Zeppezauerhaus am Untersberg in Salzburg. Gemeinsam hatten sie zwei Söhne. Der ältere, Peter Forcher, kam im April 1976 im Alter von 19 Jahren bei einem Verkehrsunfall ums Leben.
Er verwaltete ab 1966 Berghäuser in Krippenbrunn am Dachstein. Ab 1971 war Forcher Stadtwirt im Platzlkeller im Herzen der Stadt Salzburg und 1976 begann seine Mitarbeit beim ORF (Ins Land einischaun, Mit’m Sepp ins Wochenende.) Seither moderierte er mehr als 1000 Mal die Radiosendung Mit Musik ins Wochenende und wurde durch seine Volkskultur-, Museums- und Landfunksendungen zum Publikumsliebling. Ab 1986 war Sepp Forcher auch mit einer wöchentlichen Kolumne in der Salzburg Krone vertreten. Ebenfalls ab 1986 war Forcher Moderator der Fernsehsendung Klingendes Österreich, in der er in 200 Folgen die musikalischen Traditionen und landschaftlichen Schönheiten österreichischer und grenznaher Gegenden vorführte und authentische Volksmusik präsentierte.
Im Oktober 2019 gab Sepp Forcher nach der Aufzeichnung der 200. Folge von Klingendes Österreich bekannt, dass er seine Laufbahn als TV-Moderator beendet und sich zur Ruhe setzt.
Anfang Oktober 2020 wurde in ORF 2 mit Mein Lebensberg – Sepp Forcher und der Großglockner eine vom ORF Steiermark produzierte Sendung mit Sepp Forcher sowie am 17. Dezember zu seinem 90. Geburtstag die Sendung Sepp und Helli – Die Forchers ganz persönlich ausgestrahlt. Im März 2021 präsentierte er – gemeinsam mit seiner langjährigen Regisseurin Elisabeth Eisner – im ORF-2-Hauptabend die Sendung Kunst und Glaube … im Leben von Sepp Forcher.
Sepp und Helli Forcher lebten in Salzburg-Liefering. Beide starben kurz nacheinander Ende 2021, Helli am 28. November und Sepp am 19. Dezember, zwei Tage nach seinem 91. Geburtstag.

## Ehrungen und Auszeichnungen
- 1993: Fernsehpreis Goldene Romy
- 1999: René-Marcic-Preis für publizistische Leistungen
- 2014: Aufnahme in die Bruderschaft von Santa Maria dell’Anima („Animabruderschaft“)

## Publikationen
- 1996 – Sepp Forcher, Franz Meixner, Ilse Simbrunner: Klingendes Österreich. ISBN 3-70250-349-8.
- 2004 – Sepp Forcher, Caroline Kleibel: Nimm dir Zeit. Gedanken von Sepp Forcher. ISBN 3-90240-413-2.
- 2005 – Sepp Forcher: Ins Herz einig’schaut – Betrachtungen von Tag zu Tag. ISBN 3-85326-374-7.
- 2012 – Sepp Forcher: Einfach glücklich – Was im Leben wirklich zählt. ISBN 3-85033-600-X.
- 2014 – Sepp Forcher: Das Glück liegt so nah – Warum wir auf Österreich stolz sein können. ISBN 3-85033-810-X.
- 2018 – Sepp Forcher: Das Salz in der Suppe – Vom großen Wert der kleinen Dinge. ISBN 978-3-7106-0263-4.
- 2020 – Sepp Forcher, Elisabeth Eisner: Grüß Gott in Österreich – Ein Nachschlag zu 200 Sendungen Klingendes Österreich. ISBN 978-3-99024-940-6.
- 2021 – Sepp Forcher: Die Berge meines Lebens: Biografische Notizen. Brandstätter, Wien 2021, ISBN 978-3-7106-0551-2.[13][14]
- 2022 – Sepp Forcher: Das Glück liegt im Kleinen: Lebensweisheiten. Brandstätter, Wien Oktober 2022, ISBN 978-3-7106-0660-1.

## Mineraliensammler
Forcher sammelte Mineralien, unter anderem den nach einem Namensvetter benannten und 1860 erstmals gefundenen Forcherit, eine Opalvariätät. Ausgestellt sind Mineralien von ihm im Museum Bramberg in Bramberg am Wildkogel.